# Sokolin Asllani
Sokolin Asllani (geb. in Fushё-Arrez) ist ein albanischer Opernsänger (Bariton).

## Leben und Wirken
Asllani besuchte in Shkodra das Musikgymnasium Prenkё Jakova. Er studierte zunächst Klavier und dann Gesang an der Universität der Künste Tirana und schloss sein Studium dort 1998 ab. Weitere Studien absolvierte er später in Wien bei Jewgeni Nesterenko.
Nach seinem Studienabschluss 1998 wurde er an der Albanischen Staatsoper in Tirana in der Titelrolle in Rossinis Il Signor Bruschino, engagiert sowie als Don Alfonso in Così fan tutte und in der Titelrolle in Don Giovanni. Im Jahr 2001 folgten Auftritte in Deutschland als Orpheus in Glucks Orpheus und Eurydike. Asllani war von 2003 bis 2006 Ensemblemitglied des Stadttheaters Klagenfurt und debütierte in der Saison 2007/2008 am Opernhaus Zürich als Ping in Turandot. In der folgenden Saison hatte er Auftritte als Marquis von Posa in Don Carlos an der Staatsoper Hamburg und als Marcello in La Bohème am Stadttheater Basel.
Engagements führten ihn außerdem an die Volksoper Wien,  die Wiener Kammeroper, an das Theater an der Wien im Rahmen der Wiener Festwochen, die Staatsoper Budapest, das Teatr Wielki in Posen und das Opernfestival Heidenheim.
Konzerte gab er unter anderem im Großen Saal des Wiener Musikvereins, im Wiener Konzerthaus sowie in der Roy Thomson Hall Toronto und im New Yorker Lincoln Center mit dem Wiener Mozart Orchester,  im Kulturpalast Dresden, im Svetlantovskij Sal in Moskau, mit dem Boston Symphony Orchestra in der Symphony Hall Boston sowie in der Avery Fisher Hall New York und im Kimmel Center Philadelphia (Kimmel Cultural Campus).
Asllani engagiert sich für das Projekt Austria Kultur International des österreichischen Bundesministeriums für Europäische und Internationale Angelegenheiten und trat dort 2015 im Rahmen einer Konzertreihe in Shkodra und Tirana gemeinsam mit Mirjam Tola auf.

## Repertoire (Auswahl)
- Bizet: Moralès in Carmen[8]
- Cavalli: Jupiter in Die Liebe des Apollo und der Daphne
- Donizetti: Stefano in Viva la Mamma!, Dr. Malatesta in Don Pasquale,[16] Belcore in L’elisir d’amore[17] und Enrico in Lucia di Lammermoor
- Dvořák: Förster in Rusalka[18]
- Gounod: Valentin in Faust
- Hiller: Das Traumfresserchen
- Mozart: Titelpartie in Don Giovanni, Guglielmo und Don Alfonso in Così fan tutte,  Graf Almaviva in Le nozze di Figaro
- Nicolai: Herr Fluch in Die lustigen Weiber von Windsor
- Puccini: Ping in Turandot, Schaunard und Marcello in La Bohème, Meister Amantio di Nicolao in Gianni Schicchi[18]
- Rossini: Bruschino senior in Il signor Bruschino, Figaro in Il barbiere di Siviglia
- Verdi: Rodrigo Posa in Don Carlos, Graf Luna in Il trovatore, Giorgio Germont in La traviata, Marullo in Rigoletto[9]
- Strauß: Dr. Falke in Die Fledermaus